# Verești
Verești – wieś w Rumunii, w okręgu Suczawa, w gminie Verești. W 2011 roku liczyła 1346 mieszkańców. 